# Cayo Verres
Cayo Verres (120 a. C.-43 a. C.) fue un político romano conocido principalmente por su tiránico gobierno de Sicilia.

## Familia
Aunque en ocasiones se ha considerado a Verres miembro de la gens Licinia, «Verres» es un nomen romano.

## Primeros años
Cuando estalló la guerra civil entre Cayo Mario y Lucio Cornelio Sila apoyó primero a los populares, aunque pronto desertó y se unió a los optimates. En 80 a. C., Verres fue elegido cuestor, y Gneo Cornelio Dolabela lo solicitó como cuestor personal para su gobierno proconsular de la Provincia de Asia. Dolabela y Verres actuaron conjuntamente y saquearon la provincia, hasta 78 a. C., año en el que Dolabela fue llamado a Roma para hacer frente a un juicio por malversación. Dolabela fue condenado, principalmente gracias a las pruebas que aportó Verres, con las que el cuestor se aseguraba su propio perdón, a pesar de su evidente culpabilidad.

## Pretura
En 74 a. C., mediante el uso de sobornos, Verres se aseguró la pretura. Como pretor, Verres abusó de su autoridad, introduciéndose en las competencias de otros colegas magistrados sobre las que no tenía poder oficial. Obtuvo el gobierno propretorio de la isla de Sicilia, una de las productoras de trigo más importantes para Roma y una provincia muy rica. Los sicilianos eran en su mayor parte un pueblo próspero y feliz, pero bajo el gobierno de Verres, Sicilia experimentó la miseria y la desolación, un grado de miseria peor que durante la primera guerra púnica o durante la reciente segunda guerra servil. Los cultivadores de trigo y los recaudadores de impuestos se arruinaron bajo impuestos exorbitantes e injustas cancelaciones de contratos. Los templos y las casas privadas fueron saqueados por los agentes de Verres que robaron todas las obras de arte por las que el pretor sentía debilidad; los ciudadanos romanos fueron simplemente ignorados.
Otro de los cargos que se utilizó contra Verres en el juicio fue que, durante la tercera guerra servil contra Espartaco, usó ilegalmente el dinero de emergencia. Verres recogió a los esclavos de los terratenientes ricos de la isla y los acusó de establecer un complot para unirse a la revuelta de Espartaco. Verres condenó a los esclavos a muerte por crucifixión e insinuó a los terratenientes que quizá con un soborno razonable podrían liberarlos. A los terratenientes que apoyaron a los esclavos los acusó de unirse a la revuelta y los encerró en prisión hasta que pudieran pagar su libertad con un soborno. Entre las personas afectadas por las decisiones de Verres, estuvo Lucio Rabonio.

## El juicio
Verres volvió a Roma en 70 a. C., y a su regreso, a petición de los sicilianos, Marco Tulio Cicerón le procesó por todas las atrocidades cometidas en la isla. Verres no sólo contrató para su defensa a uno de los más eminentes abogados de la época, Quinto Hortensio Hórtalo, sino que contaba además con la simpatía de muchos de los líderes de las familias patricias más influyentes de la ciudad.
El jurado estaba formado exclusivamente por senadores, algunos de los cuales eran amigos de Verres. Sin embargo el presidente del tribunal, el praetor urbanus Manio Acilio Glabrión era un hombre de una honradez intachable, y sus asesores eran inmunes al soborno. Verres intentó infructuosamente retrasar el juicio hasta 69 a. C., año en el que el presidente del tribunal sería su amigo Quinto Cecilio Metelo Caprario Crético. Hortensio intentó retrasar dos veces el juicio. La primera fue alegando que el juicio del gobernador de Bitinia tenía prioridad sobre el de Verres, cuando este intento fracasó, Hortensio probó con intentar retrasar el juicio, alegando que ese juicio se debía terminar después de las fiestas. Al término de las fiestas, quedaría muy poco tiempo para que Glabrión pudiera celebrar el juicio y por tanto se sentaría en el tribunal el nuevo y más manipulable juez, Caprario Crético. Sin embargo, en agosto Cicerón abrió el caso aportando nuevas pruebas y testigos imposibilitando que cambiara el formato del juicio. Cicerón abrió el juicio con una corta y elocuente argumentación.
El efecto de esta breve argumentación fue tan aplastante que Hortensio se negó a contestar y recomendó a su cliente que se exiliara voluntariamente y así podría conservar la mayoría de sus propiedades. Antes de que se divulgara el resultado del juicio, Verres ya iba de camino hacia Massilia, (la actual Marsella). Verres vivió en el exilio hasta 43 a. C., año en el que fue proscrito por Marco Antonio, aparentemente por negarse a cederle unos bronces de Corinto. Sin embargo, esta razón parece poco realista, y podría ser fruto de la propaganda antiantoniana.
Puede ser que Verres no fuera tan malvado como lo describe Cicerón, en cuyo discurso se basa todo el conocimiento sobre él, aunque sí que es seguro que fue uno de los peores gobernadores que envió jamás Roma a una de sus provincias.